# شينيتشيرو تاني
شينيتشيرو تاني (باليابانية: 谷 真一郎) (13 نوفمبر 1968 في آيتشي في اليابان – )؛ هو لاعب كرة قدم ياباني سابق كان يلعب كمهاجم. سبق له أن لعب مع منتخب اليابان.

## وصلات خارجية
- شينيتشيرو تاني على موقع رابطة كرة القدم اليابانية للمحترفين (اليابانية)
- شينيتشيرو تاني على موقع قاعدة بيانات كرة القدم.إي يو (الإنجليزية)
- شينيتشيرو تاني على موقع ناشيونال فوتبول تيمز (الإنجليزية)
- شينيتشيرو تاني على موقع عالم كرة القدم.نت (الإنجليزية)

- National Football Teams
- Japan National Football Team Database